# 貴妃雞
貴妃雞是中國京菜，原為醉雞的一種，現也指以白鹵水煮成的雞。現時少數廣東燒味店也有貴妃雞供應。

## 歷史
相傳貴妃雞是由一位北京的廚師根據京劇中《貴妃醉酒》的戲碼所創製出來的。這齣戲描述的是楊貴妃遭到皇上冷落時，滿懷幽怨，獨自在百花亭飲酒、而後醉倒的一段故事。北京廚師就聯想出貴妃雞這道菜，使用嫩母雞，燉煮出鮮嫩的滋味，上桌前淋入紹興酒，讓陣陣酒香對照著劇中情景而成。